# Ra’Shede Hageman
Ra’Shede Hageman (* 8. August 1990 in Lansing, Michigan als Ra’Shede Knox) ist ein ehemaliger US-amerikanischer American-Football-Spieler auf der Position des Defensive Tackles. Er stand zuletzt bei den Atlanta Falcons in der National Football League (NFL) unter Vertrag.

## Frühe Jahre
Hagemans Vater starb früh, seine Mutter wurde wegen Drogenhandel und Alkoholmissbrauch verhaftet. Hageman wurde zusammen mit seinem Bruder Xavier im Juli 1998 adoptiert. Hageman ging auf die Highschool in Minneapolis, Minnesota, wo er Basketball und American Football auf der Position des Tight Ends spielte. Später ging er auf die University of Minnesota, wo er für die College-Football-Mannschaft in der Defensive Line spielte.

## NFL
Hageman wurde im NFL-Draft 2014 in der zweiten Runde an 37. Stelle von den Atlanta Falcons ausgewählt. Am 16. Spieltag in seiner ersten Saison konnte er gegen die New Orleans Saints seinen ersten Sack verzeichnen. Er erreichte mit den Falcons nach der Saison 2016 den Super Bowl LI, welcher aber mit 28:34 gegen die New England Patriots verloren wurde.
Vorwürfe der Ausübung häuslicher Gewalt vom März 2017 führten schließlich am 4. September 2017 zu seiner Entlassung bei den Falcons. Aufgrund dessen verpasste Hageman die beiden folgenden Saisons. Am 19. April gaben die Atlanta Falcons seine Wiederverpflichtung bekannt; er wurde mit einem Einjahresvertrag ausgestattet.

## Persönliches
Hageman hat einen Sohn.